# مکائوی سرخ جامائیکا
مکائوی سرخ جامائیکا (نام علمی: Ara gossei) نام یک گونه منقرض‌شده از سرده طوطی‌های شادرنگ است.